# جين بولن
جين بولن (بالإنجليزية: Jane Bolin)‏ هي قاضية ومحامية أمريكية، ولدت في 11 أبريل 1908 في بكبسي في الولايات المتحدة، وتوفيت في 8 يناير 2007 في كوينز في الولايات المتحدة.